# كلاكسار (بايين خيابان ليتكوة)
کلاکسار (بالإنجليزية: Kolaksar)‏ هي منطقة سكنية تقع في إيران في قسم بایین خیابان لیتکوة الريفي. يقدر عدد سكانها بـ 4,914 نسمة .